# Windsor Park (Dominica)
Windsor Park is een stadion in Roseau, de hoofdstad van Dominica. Het stadion wordt vooral gebruikt voor voetbal- en cricketwedstrijden. In het stadion is plek voor 12.000 toeschouwers.

## Geschiedenis
Oorspronkelijk lag op de plaats waar het stadion zou worden gebouwd een vuilnisbelt ('Cow Town'). Deze plek was populair voor allerlei activiteiten, waaronder Carnaval en paard- en ezelraces. Vanaf 1999 werden er plannen gemaakt voor een nationaal stadion op deze plek. Het zou tot 23 maart 2005 duren voor er echt begonnen kon worden met de bouw van het stadion. De datum (23 maart) werd symbolisch gekozen om de Chinese betrekkingen te vieren, die dag precies een jaar nadat de betrekkingen waren aangeknoopt. China zou meebetalen aan het stadion in het kader van het 'Four Pillar Projects'. Op 7 februari werden de werkzaamheden voltooid zodat in oktober van dat jaar de opening kon plaatsvinden. Daarna was het eerste evenement tussen 25 en 27 oktober, namelijk het elfde 'World Creole Music Festival' (WCMF). 
Op 6 februari speelde het nationale voetbalelftal van Dominica haar eerste wedstrijd. De wedstrijd was een kwalificatiewedstrijd voor het Wereldkampioenschap voetbal van 2010. De wedstrijd werd bezocht door 4.200 toeschouwers en eindigde in 1–1. 
Het is vernoemd naar Windsor in het Verenigd Koninkrijk.